# Aloe greenii
Aloe greenii es una  especie de Aloe nativa de  Sudáfrica y Mozambique. Se encuentra en suelos pedregosos, en KwaZulu-Natal, a menudo en la sombra profunda en los bosques secos espinosos.

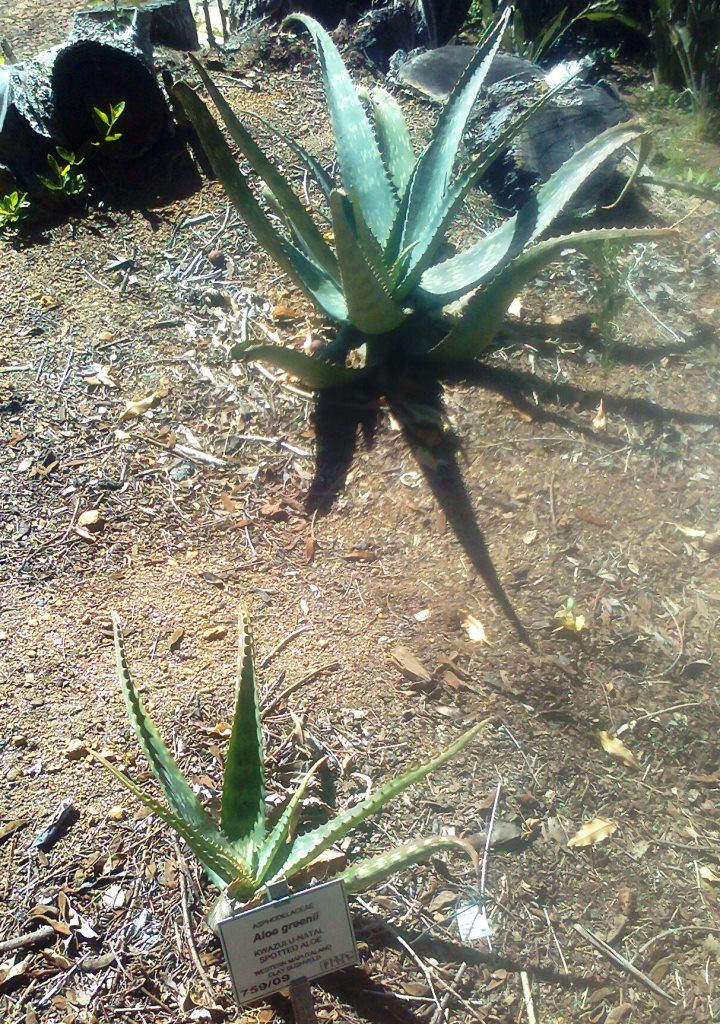
Vista de la planta

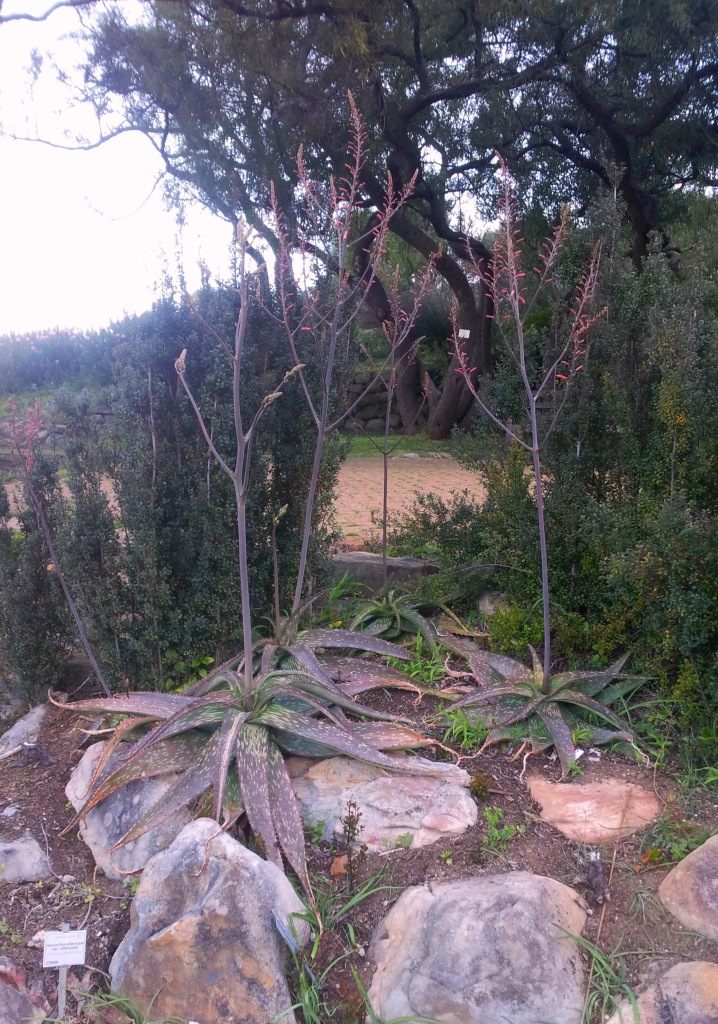
En su hábitat

## Descripción
Es una planta suculenta sin tallo, que alcanza un tamaño de 150-250 mm de alto, excluyendo la inflorescencia, y que forma grupos densos de gran tamaño. Tiene 12-16 hojas por roseta, las hojas con la superficie superior plana o ligeramente canalizada, de color verde brillante con líneas oscuras y muchas manchas blancas irregulares en  bandas transversales, la superficie inferior convexa de la superficie, y las bandas  más amplias y más pronunciadas que en las superiores. La inflorescencia con 5-7 ramas.alcanza los 1,0-1,3 m de altura; en forma de racimos subcilíndricos, con brácteas acuminadas deltoides. Las flores son de color rosa desvaído o polvorientas, de 21-30 mm de largo.
Esta especie es similar a Aloe pruinosa, pero más pequeña en todas sus partes, carece de la flor de color gris en la inflorescencia de esta especie, y de los retoños para formar grandes grupos, mientras que A. pruinosa permanece solitaria. A. greenii es superficialmente similar a Aloe parvibracteata, pero varios detalles separan estas dos especies. En A. greenii, las hojas son más largas y más estrechas que en A. parvibracteata, la savia seca es de color amarillo, no púrpura, y  las  hojas de las cabezas individuales están curvadas hacia adentro, no recurvadas. En A. greenii la superficie inferior de las hojas está densamente manchada, mientras que en A. parvibracteata es de color verde más pálido que la superficie superior, sin manchas y estriada.

## Taxonomía
Aloe greenii fue descrita por Baker y publicado en  J. Linn. Soc., Bot. 18: 165, en el año (1880).
Etimología
Aloe: nombre genérico de origen muy incierto: podría ser derivado del griego άλς, άλός (als, alós), "sal" - dando άλόη, ης, ή (aloé, oés) que designaba tanto la planta como su jugo - debido a su sabor, que recuerda el agua del mar. De allí pasó al Latín ălŏē, ēs con la misma aceptación, y que, en sentido figurado, significaba también "amargo". Se ha propuesto también un origen árabe, alloeh, que significa "la sustancia amarga brillante"; pero es más probablemente de origen complejo a través del hébreo: ahal (אהל), frecuentemente citado en textos bíblicos.
greenii: epíteto otorgado en honor del botánico C. G. o G.H.Green.